# Rodenberg
Rodenberg est une municipalité allemande du land de Basse-Saxe et de l'arrondissement de Schaumbourg.

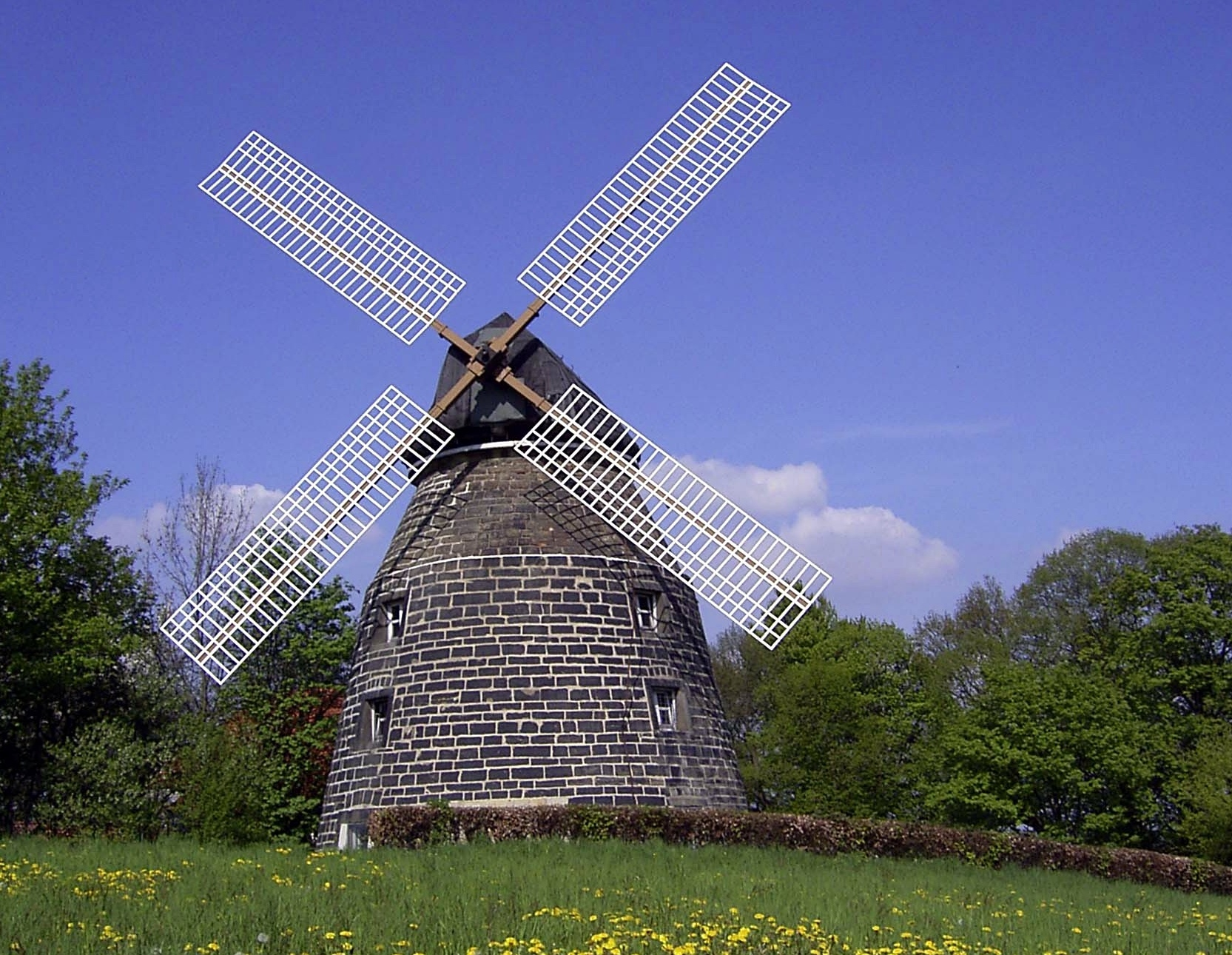
Moulin à vent à Rodenberg

## Personnalités liées à la ville
- Julius Rodenberg (1831-1914), journaliste né à Rodenberg.
- Fritz Köster (1855-1934), journaliste né à Rodenberg.